# Alain raymondi
Alain raymondi is een krabbensoort uit de familie van de Pinnotheridae. De wetenschappelijke naam van de soort is voor het eerst geldig gepubliceerd in 2008 door Ahyong & Ng.